# Ottmar Scheuch
Ottmar Scheuch (* 29. November 1954) ist ein ehemaliger deutscher Fußballspieler.

## Karriere
Scheuch erlebte seinen sportlichen Höhepunkt beim VfL Bochum. Mit den Bochumern spielte er in der Saison 1979/80 zweimal in der Bundesliga. Sein erstes Spiel absolvierte er am 18. August 1979 unter Trainer Helmuth Johannsen, der ihn gegen den KFC Uerdingen 05 in der 62. Spielminute einwechselte. Am 8. September 1979 absolvierte er sein zweites Bundesligaspiel, vor heimischer Kulisse, gegen den FC Bayern München, als er in der 79. Spielminute eingewechselt wurde. Danach kam er in Bochum nicht mehr zum Zuge. Später spielte er noch beim SSV Ulm 1846 und der SpVgg Au/Iller.